# Stanley George Savige
Sir Stanley George Savige KBE, CB, DSO, MC, ED, avstralski general, * 26. junij 1890, † 15. maj 1954.